# Tádé
Tádé est un prénom hongrois masculin.

## Étymologie
L'anthroponyme est d'origine araméenne. et désigne un des apôtres du Christ :  Thaddaeus (Mc 3, 18), ou Lebbaeus surnommé Thaddaeus (Λεββαῖος ὁ ἐπικληθεὶς Θαδδαῖος) (Mt 10, 3), ou Thaddaeus surnommé Lebbaeus.

## Équivalents
- Thaddée
- Tadeusz en polonais
- Tadej, Taddeo, Tadeus, Tadeusz, Tadeuz

## Fête
Les "Tádé" sont fêtés le 24 janvier, mais parfois aussi le 26 août ou le 28 octobre?